# Rettenberg (Friedberg)
Rettenberg ist ein Ortsteil der Stadt Friedberg im schwäbischen Landkreis Aichach-Friedberg. Der Weiler liegt etwa zwei Kilometer nordöstlich von Friedberg.

## Gemeindezugehörigkeit
Rettenberg gehörte zur Gemeinde Wiffertshausen und wurde mit dieser am 1. Januar 1970 in die Stadt Friedberg eingegliedert.

## Baudenkmäler
Siehe auch: Liste der Baudenkmäler in Rettenberg
- Katholische Filialkirche St. Georg